# 反亞投行突襲總統府行動
反亞投行突襲總統府行動是指2015年3月31日至4月1日時，不滿中華民國政府過於草率地加入亞投行的群眾所發起的抗爭行動。事件起因在於馬英九政府表示準備透過中華人民共和國國臺辦向亞投行遞交意向書，然而這個舉動卻引起包括台灣團結聯盟等在野黨與民間社團批評。到了3月31日晚間，以黑色島國青年陣線、民主鬥陣為首的30名抗議人士企圖衝撞中華民國總統府，之後則被中華民國憲兵及保安人員阻攔，期間至少4人被拘捕。
抗議群眾聚集在總統府前表達不滿，之後提出「拒絕主權矮化」、「提出實質評估」、「程公開透明，凝聚社會共識」、「民意基礎不足，停止政經整併」等訴求。儘管在在晚間11時警方實施第一波驅離行動，但是聲援民眾反而不斷增加，到了4月1日凌晨仍有300多人持續在總統府前靜坐。到了凌晨3時30分，警方再度集結警力組織人牆強勢逼退抗議群眾。對此參與群眾見訴求達成後，在發起人賴品妤、吳崢帶領下轉往行政院大陸委員會辦公大樓前集結抗議，直到上午7時20分召開記者會重申訴求後才宣告解散。

## 背景

### 加入問題
2014年末，在中華人民共和國主導下正式在北京市筹备成立亞洲基礎設施投資銀行，希望能夠藉此刺激亞洲運輸、能源、電信等領域的投資。而在歐洲、美洲與亞洲主要國家陸陸續續都表態參與的情況下，中華民國政府則開始思索在有助於國家利益和經濟發展的情況下，是否要參與亞洲基礎設施投資銀行而成為創始會員國。2015年3月26日，中華民國總統馬英九接受《中國時報》專訪時強調將積極參與中華人民共和國力推的亞洲基礎設施投資銀行，但是需要解決名稱問題。而早在3月25日博鰲亞洲論壇2015年年會正式開幕前，中國共產黨中央委員會總書記習近平和兩岸共同市場基金會榮譽董事長蕭萬長短暫會面，蕭萬長向習近平當面表達台湾希望加入亞洲基礎設施投資銀行意願。在場作陪的國務院臺灣事務辦公室主任張志軍表示願意聽取該意見，並且指出尚未接到臺灣方面的申請，而中華人民共和國外交部部長王毅則表示臺灣加入亞洲基礎設施投資銀行將依照國際慣例。
對此中華民國總統府發表聲明表示加入亞洲基礎設施投資銀行將有助於臺灣融入地區區域經濟整合，並且增加參與國際事務和廠商國際商機，進而提高未來加入其它國際經濟貿易組織的機會。中華民國金融監督管理委員會主任委員曾銘宗則表示亞洲基礎設施投資銀行地加入，對銀行業而言帶來參與聯貸案的機會並且可以跟亞洲地區其他銀行連結，同時營建業由於基本設施的投資而帶來許多商機。另外行政院院長毛治國則表示將會申請創始成員國，藉此方式確保能夠參與有關制定有關會員權利義務章程的工作，進而確保自身權益。而中華民國外交部副部長史亞平則表示亞洲基礎設施投資銀行作為國際金融組織，最大的關鍵是組織章程尚未制定使得創始會員國的條件不明，但是臺灣至少需先表達有意願參與、然後再來協商其他細節。
3月30日時，馬英九召開中華民國國家安全會議並且決定申請加入亞洲基礎設施投資銀行。在高層會議中決定由中華民國財政部擬定臺灣的參與意見書，在經行政院核定後由行政院大陸委員會拜託國務院臺灣事務辦公室提交決議給亞洲基礎設施投資銀行籌備秘書處。3月31日中華人民共和國外交部舉辦例行記者會時，發言人華春瑩表示關於臺灣申請參與亞洲基礎設施投資銀行，應該避免出現「兩個中國」、「一中一臺」等問題。然而反對人士主張亞洲基礎設施投資銀行為國際組織，依照慣例應該由中華民國外交部和中華民國財政部遞交意向書，而不該由國務院臺灣事務辦公室協助遞送。與此同時反對黨也批評決策過於黑箱並且一人決定，不過對此中華民國財政部部長張盛和則表示2014年10月24日21個國家在北京市簽署備忘錄後便立即進行討論評估，在3月初時就完成初步評估報告並且在立法院接受答詢。

### 遞交方式

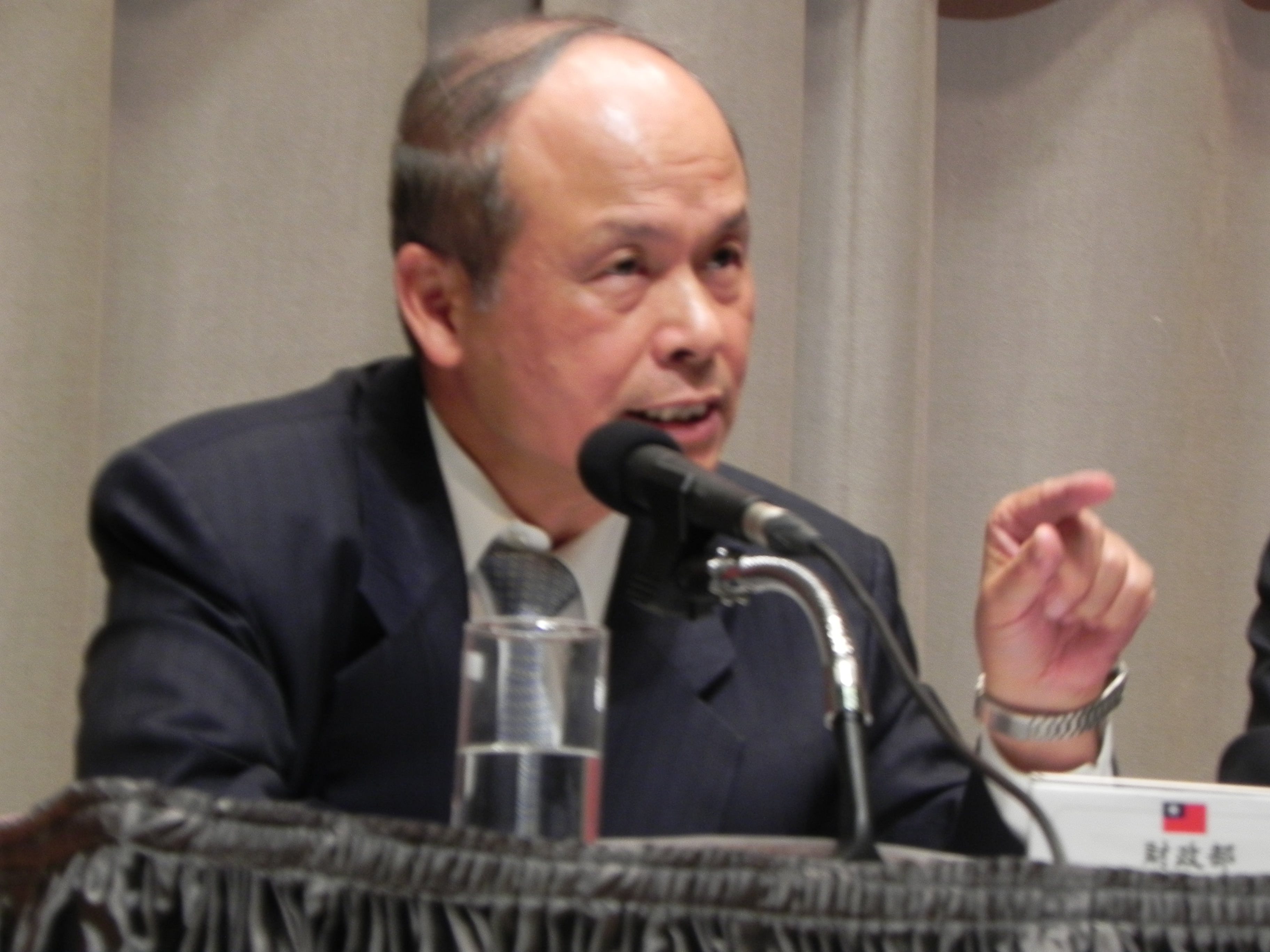
中華民國財政部部長張盛和在意向書中未標記其職稱而引來部分批評。

3月31日早上，台灣團結聯盟籍立法委員賴振昌、葉津鈴、周倪安便在立法院佔領主席臺抵制院會議事，批評中國國民黨對於M503航路事件和加入亞洲基礎設施投資銀行的處理方式，並且與中國國民黨籍立法委員爆發肢體衝突，最後在30多名中國國民黨籍立法委員具人數優勢而被架走。不過在立法院進入報告事項程序時，民主進步黨籍立法委員陳其邁、陳亭妃、許智傑則趁閣員準備接受備詢時佔領備詢台，使得議事再次中斷。到了中午則在立法院院長王金平主持下召開朝野黨團協商會議，要求「行政院應本於有尊嚴的情形下申請加入國際組織亞洲基礎設施投資銀行，應向亞投行籌備處遞交申請意向書，以維護國家最大利益，不得自我矮化」。同時在共識中也提到行政部會應該提出完整方案與評估報告，並且連同申請狀況於之後向立法院財政委員會進行專案報告以落實國會監督。
對此行政院院長毛治國在立法院備詢前表示會遵從立法院的決議，並且未來爭取國家最大利益與公平會員待遇的過程也將公開透明進行。而毛治國答覆民主進步黨籍立法委員姚文智質詢時則表示收件對象最終是亞洲基礎設施投資銀行籌備處，中間會透過與中國大陸正式的交流管道行政院大陸委員會與國務院臺灣事務辦公室進行。晚上7時，行政院大陸委員會首先透過國務院臺灣事務辦公室以傳真方式送出參與意向書，而中華民國財政部也將加入亞洲基礎設施投資銀行籌備處的意向書傳真到臨時籌辦秘書處，兩者都由中華民國財政部提出內容以及中華民國財政部部長張盛和署名。然而在意向書上標記的是「臺灣」、而不是其正式名稱「中華民國」，此外意向書並沒有寫在印有信頭的正式信紙上，落款也沒有簽署人張盛和的完整頭銜。
其中在意向書中提到臺灣是許多亞洲地區周邊開發機構的長期會員，並且擁有有資金、技術與執行能力而有助於亞洲地區基礎設施與經濟發展。之後馬英九隨即於總統府再度召開國安會議，並裁示現在表達加入意向的重要性，但是也強調一切以維護國家尊嚴為優先。到了晚上11時，行政院大陸委員會主任委員夏立言與中華民國財政部部長張盛和共同召開記者會以回應外界質疑，對外表示分別透過行政院大陸委員會聯繫國務院臺灣事務辦公室、中華民國財政部聯繫亞洲基礎設施投資銀行籌備處的方式傳送加入意向書。另外夏立言也表示：「如果將來的談判對於我們的尊嚴，對於我們對等的地位有任何不平的待遇，那我們寧願不參加，也不會犧牲我們國家的權益。」

## 經過

### 衝擊總統府

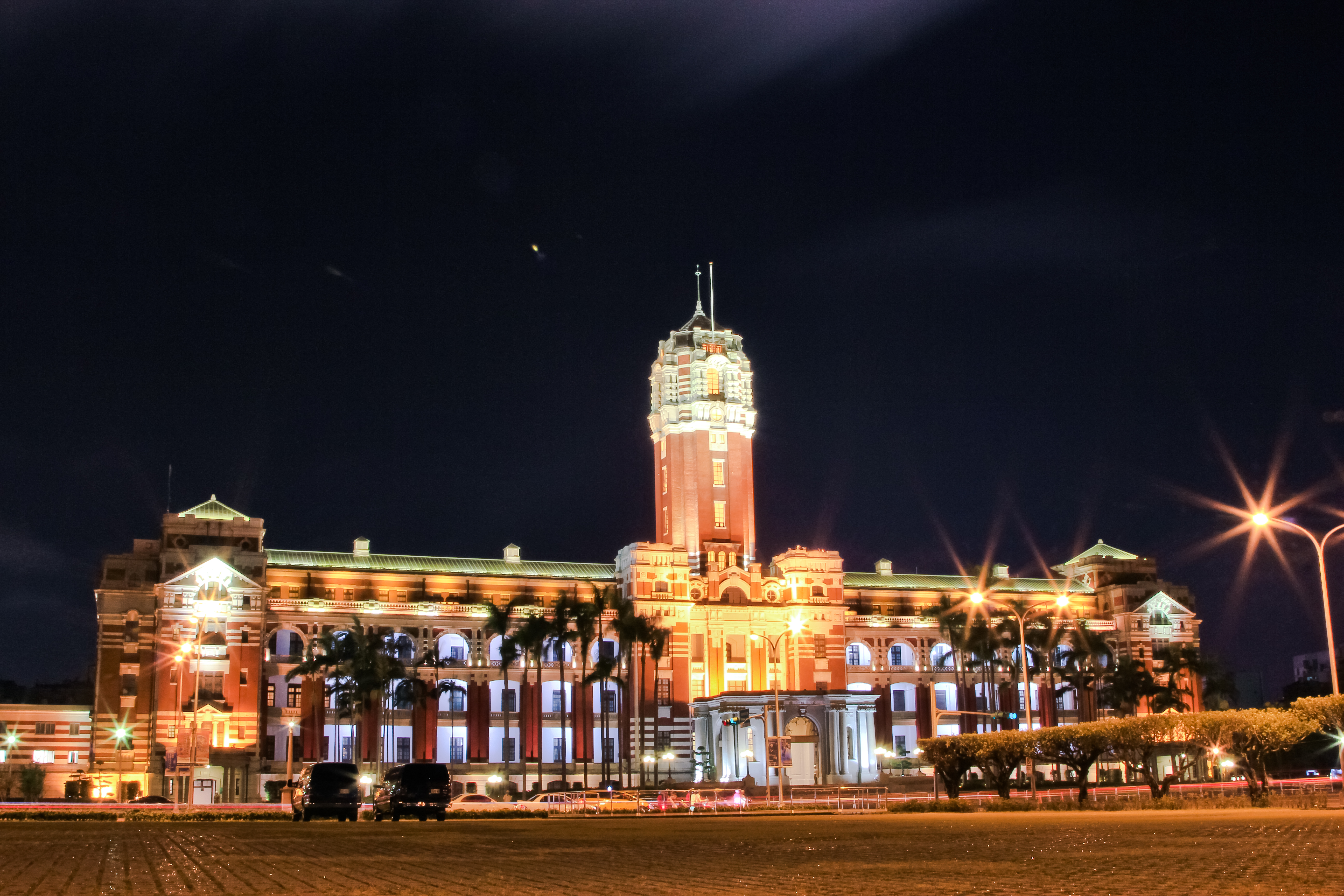
作為抗爭集結點的總統府。

3月31日晚上9時30分左右，認為馬英九政府未經公開決策、以矮化主權方式遞交加入意向書給亞洲基礎設施投資銀行的臺左維新、黑色島國青年陣線、民主鬥陣等學生團體共30名成員，衝入位於臺北市重慶南路總統府前廣場抗議。其中學生事先就策劃要衝進總統府內表達訴求，並且兵分兩路實施計畫；其中左路從凱達格蘭大道和重慶南路路口衝往總統府，右路則從凱達格蘭大道和寶慶路口衝往總統府。不固抗議群眾曾試圖衝撞進入總統府表達抗議訴求的行動，仍遭到在場的中華民國憲兵與維安人員攔阻架離。對此中華民國憲兵與中華民國警察緊急調度300多人前往總統府支援警戒，隨後大量身穿白衣的便衣憲兵以手牽手的方式將抗議民眾包圍。
此時抗議者於人行道上席地而坐並且利用批踢踢八卦版號召民眾參與，到了晚上10時現場就聚集數百人。之後黑色島國青年陣線在Facebook上宣傳正在凱格達蘭大道上示威，並且對於馬英九政府提出「拒絕主權矮化」、「提出實質評估」、「程序公開透明，凝聚社會共識」、「民意基礎不足的總統，立刻停止對中政經整併」四點訴求。隨後民主鬥陣也在Facebook上表示正透過網際網路現場實況轉播，並且提出反對加入亞洲基礎設施投資銀行的原因。而對於這次衝擊事件，中華民國總統府僅表示希望抗議學生能夠和平理性表達訴求，並且注意個人安全。稍後接獲通報的警方除了在總統府前組織人牆外，也聯合憲兵要求抗議群眾自行離去，但是抗議群眾則就地靜坐且手拉手而不肯離去。
警方舉牌3次無效後，10時50分警方與憲兵開始將躺在地上的第一批抗議團體成員抬離，其中黑色島國青年陣線暨民主鬥陣成員吳崢、鐘和秐、陳健民、王奕凱以及臺左維新成員林于倫等人在過程中被警方以違反《集會遊行法》遭到逮捕。在過程中不少學生因拉扯受傷，但也有多名女憲兵手臂被咬傷。到了晚上11時20分，具優勢人力的警方強制抬離群眾後以兩輛大型警車載走約60名抗議人士，並且送至臺北市政府警察局博愛路派出所、臺北市政府警察局保安警察大隊和第五大隊負責居留和偵訊。過程中儘管第一輛警備車順利離開抗議現場，但第二輛警備車準備離去時卻在寶慶路與重慶南路路口遭民眾阻擋。其中民眾要求警方釋放遭拘捕的抗議民眾並且僵持近半個小時。之後現場穿白衣的憲兵和警員見狀後，則趕緊以優勢人力組成人牆以阻攔現場民眾靠近，警備車則從寶慶路逆向快速駛離現場。不過到了晚上11時40分，原本被拘捕並且送至博愛路派出所的吳崢、鐘和秐、陳健民、王奕凱離開派出所，並且隨後重新返回總統府前抗議現場。

### 雙方僵持
在遭到首次驅離後抗議學生和民眾一度轉往重慶南路和寶慶路路口，後來重新在重慶南路和凱達格蘭大道上集結，並且由於驅離消息的傳開反而使聲援民眾迅速集結。其中民主鬥陣副召集人吳崢拿著擴音器除了邀請仍然在現場的200多名抗議群眾以靜坐方式占領重慶南路與廣邀群眾加入抗爭行動以避免後續遭到驅離外，並且聲明隔天早上9時30分將舉行「凱道記者會」，藉以表達自己的訴求與不滿。隨後發起行動的臺左維新、黑色島國青年陣線、民主鬥陣、夢由藝文工作室、獨臺新社、台大法言社等團體發表《抗議馬政府申請加入亞投銀聯合聲明》，反對以草率的方式加入亞洲基礎設施投資銀行，並且提出「拒絕主權矮化」、「提出實質評估」、「程式公開透明，凝聚社會共識」、「民意基礎不足，停止政經濟整併」等訴求。
凌晨12時25分，現場的黑色島國青年陣線人員聲稱已經有500人參與這次行動。而公投護台灣聯盟總召集人、國立臺灣大學土木工程學系教授蔡丁貴也在稍早抵達現場與抗爭群眾喊話，並且安排音響及曠泉水等物資提供後援。4月1日凌晨1點7分，臺北市政府警察局中正第一分局局長張奇文至總統府前第一次舉牌警告，但是卻引起現場抗議群眾的不滿。對此活動領導者賴品妤則表示《集會遊行法》已經違背《中華民國憲法》，並且會堅守現場直到早上9時。由於吳錚和賴品妤等人決定繼續帶領群眾持續在總統府前靜坐抗議，凌晨1時30分分局長張奇文第二次舉牌警告，表示10分鐘後若再不撤退警方將不排除著裝並進行路面排除，對此賴品妤則重申抗議行動並未違反法律。稍後現場的學生則質疑一名員警身分而使得雙方一度出現衝突，後來在出示員警證件後才由其他刑警帶走，而警方在其宣布的10分鐘期限過後並未採取進一步行動。
抗議群眾除了在廣場草地上靜坐休息外，還透過擴音器在現場播放音樂和發表言論。另外沃草有限公司創辦人柳林瑋和另外2名緊急醫療技術員朋友也迅速前往現場設置簡易的急救站，替受傷的抗議群眾進行包紮；也有義務律師前往關心遭到拘捕的學生，而許多群眾也在現場物資站補充飲料、食物、醫療用品等物資。隨著局勢漸趨平緩，經常前往抗爭現場的大腸花論壇主持人音地大帝等人更是在凱達格蘭大道上架起烤肉架烤肉。到了凌晨3時左右，總統府前廣場聚集約200名至300名抗議群眾。然而警方為防止有人趁亂衝進總統府，亦在總統府四周和附近路口拉起封鎖線和開始實施交通管制，要求車輛與人員都只能離開抗議現場而不能前往支援。另外警方也準備4輛至5輛警備車前往現場待命，而於總統府戒備的憲兵則持鎮暴槍戒備。

### 轉移陣地

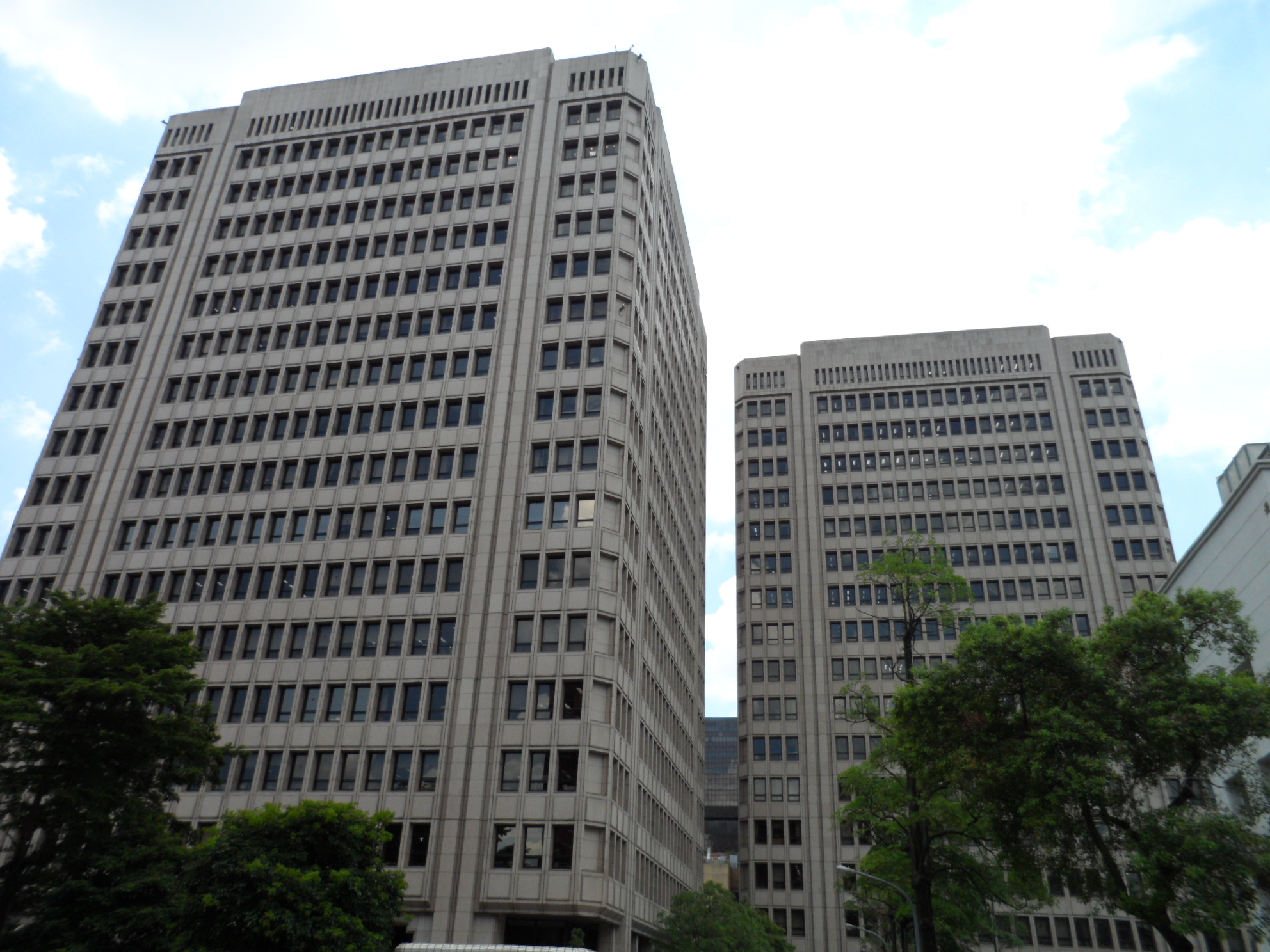
行政院大陸委員會辦公室，在事件中曾為抗議群眾聚集、召開記者會的地點。

到了凌晨3時20分，警方估計在總統府前的抗議群眾人數約有260人。在原本於周邊草皮待命的數百名警力開始手持盾牌集結、憲兵也已經整隊並且增派人力後，學生領導人之一的賴品妤呼籲警方若開始驅離後，則前往位於中正區濟南路一段的中央聯合辦公大樓集結，向位於該處的行政院大陸委員會就輕率加入亞洲基礎設施投資銀行表達訴求。黑色島國青年陣線則在Facebook上呼籲如果被驅離後應當散開，而民主鬥陣也在Facebook上發文提醒避免和警方正面衝突，而遭遇驅離則要分散並且以游擊戰的方式應對。凌晨3時30分，準備進行驅離行動、手持盾牌的員警從總統府兩旁開始包夾，並且透過組織人牆的方式逼使抗議群眾往臺北府城東門方向移動，而部分警力則以手牽手方式排成人龍來引導抗議人群前往總統府前方道路。
其中部分抗議群眾對於黑色島國青年陣線等團體的轉移陣地要求有不同意見，不過一部分民眾仍在發起人賴品妤和吳崢領導下陸陸續續前往中央部會聯合辦公大樓以持續進行抗爭。不過警方為防範意外狀況也事先在此部署警力，並且同樣在抗議現場附近實施交通管制。從凌晨4時至凌晨5時，抗議學生與群眾陸續轉往位於濟南路的行政院大陸委員會大樓前集結，相反地總統府前方則已經幾乎淨空。之後數百名抗議群眾繼續在行政院大陸委員會前濟南路人行道上靜坐，隨後黑色島國青年陣線宣布將在早上7時於行政院大陸委員會外召開記者會，不過到了早上6時人數則減少至不到100人。
早上7時，黑色島國青年陣線針對行政院大陸委員會的回應召開抗爭記者會。其中黑色島國青年陣線成員、民主鬥陣副召吳崢除了再次重申此次訴求，並且表示臺灣不應該自我矮化主權並且加入由中華人民共和國主導的亞洲基礎設施投資銀行；而黑色島國青年陣線發言人賴郁棻則強調如果政府仍堅持蠻幹的話，不排除採取更激烈的手段抗爭。在記者會過程中現場近50名民眾不斷地掌聲和歡呼，最後在7時20分由活動發起人之一的吳崢帶領下一起呼喊口號後結束記者會，抗議人潮才逐漸散去。不過警方仍然繼續在行政院大陸委員會大門和凱達格蘭大道佈署少數警力戒備，以防止再次發生衝突事件。

## 影響

### 執法問題
關於警方針對這次抗議行動選擇大動作驅離，而引起部分社會大眾的質疑，這包括有現場身穿白衣的便衣憲兵干擾抗議行為、總統府憲兵執法範圍、在場執法人員違法使用塑膠束帶壓制抗議民眾、現場指揮官要求執法單位將徽章和臂章拿下、禁止抗爭民眾對執法者拍照錄影、驅離報導這次抗議的新聞媒體等，以及對經常參加社會運動的原住民女性瓦林及那以涉嫌攻擊警察為由上銬逮捕。其中在批踢踢便指控現場執法人員涉嫌違法使用束帶、穿著的服飾無法辨識其身分，甚至還有執法人員把識別證和號碼拔掉以隱藏身分。此外發起人吳崢在被警方押走並再度回到總統府前抗議現場時，則批評在帶走途中警方表示抗爭群眾沒有人權，並進而認為民眾應該繼續抗爭下去。而民主鬥陣團體成員謝邑霆則在4月1日記者會時，指控執法單位在總統府前驅離過程中對著未持有武器的學生施加暴力。對此活動發起人之一的賴品妤則呼籲在抗爭過程中，如果有拍攝到執法單位施暴的影像則可以提供給黑色島國青年陣線，事後將聯合起來對相關單位究責。
在事件發生後資深媒體人徐嶔煌於凌晨在Facebook上發文，除了質疑在亞洲基礎設施投資銀行制度尚未確立的情況下政府如何判斷獲得利益，並且批評政府是動用國家機器的力量欺負年輕的孩子們。另外台大法言社除了撰文表示透過集會遊行方式在總統府前抗議，進而呼籲中華民國總統應當正視訴求，屬於《中華民國憲法》第14條保障之基本權利，而司法院大法官的《釋字第718號解釋》也承認了緊急且偶發之集會的存在。同時儘管示威群眾沒有武裝行為而單純聚集群眾表達訴求，但是包括特勤人員和警方在執行勤務都違反《特種勤務條例》、《警察職權行使法》和《兩公約施行法》提到的比例原則，甚至使用違反《警械使用條例》允許的束帶綑綁示威者、在未戴名牌的情況下以多數人力包圍並且拉扯抗議民眾等。而臺左維新副總召李嘉宇在記者會上也針對警方動用暴力提出抨擊，表示抗議群眾秉持和平抗爭後，卻遭到警方以粗暴方式鎮壓且拖離。

### 事件評價
資深媒體人馮光遠同樣在Facebook上表示無法認同馬英九選擇跳過行政機關和立法機關的評估，逕自決定以「中華台北」的名稱要行政院大陸委員會透過國務院臺灣事務辦公室，向由中華人民共和國主導的亞洲基礎設施投資銀行遞交意向書，並且以此表達對於這次事件的支持。台灣團結聯盟籍立法委員賴振昌則表示台灣團結聯盟無法接受行政院大陸委員會透過國務院臺灣事務辦公室將意向書送至亞洲基礎設施投資銀行籌備處，且對抗議學生的抗爭作為表示感謝。另外部落格作者「漂浪島嶼」更將這次行動比喻為「夜！群眾不退，等待天明，將從四面八方而來的人民增援，完成一場未竟的社會運動，展現人民不屈的力量，不只為一位失能的看守總統，不再禍國，更是對未來掌權的總統，展現人民的真實力量。」
不過中央研究院院士朱敬一則認為由於過往對於政府的許多不滿，使得民眾產生強烈的不信任感；然而他認為儘管海峽兩岸經濟貿易議題可以隨時進行，然而亞洲基礎設施投資銀行本身則是難見的重要機會。而台灣人權促進會法務許仁碩認為從抗議理由之一是政府未充份公開資訊與討論的情況下做出決策，因此儘管在內涵上與先前《海峽兩岸服務貿易協議》、臺灣高中歷史課綱微調案、公共工程弊案等議題不同，但是政府都因為不公開相關資訊並阻斷了人民的監督與參與機制，進而引起公憤。但是中國人民大學國際關係學院教授金燦榮則是以英國財政部和中華人民共和國財政部聯繫為例，認為討論參與的程序問題過於矯情，並認為其標準是一種民粹主義。
對於黑色島國青年陣線與民主鬥陣等社會運動團體衝擊總統府，並且批評馬英九政府透過國務院臺灣事務辦公室申請加入亞洲基礎設施投資銀行是自我矮化主權、忽略國家主體性的舉動，新黨青年委員會主席王炳忠則批評支持台灣獨立運動的青年應當弄清法理關係，主張馬英九只是依照其中華民國總統職權執行處理對外關係的締約權，同時也批評支持台灣獨立運動者為阻擋海峽兩岸政治協商的力量。而對於批評這次行動起因於決策過程遲緩且不夠透明，中國國民黨中央政策會執行長賴士葆則表示過去《海峽兩岸服務貿易協議》在簽署上連內容都不知道，然而加入亞洲基礎設施投資銀行仍然只處於表達意向的開始階段。

## 外部連結
- （繁體中文） 黑色島國青年陣線（页面存档备份，存于）
- （繁體中文） 民主鬥陣 Democracy Tautin
- （繁體中文） 臺左維新